# Artur Klose
Artur Klose (* 29. März 1971 in Krappitz, Polen) ist ein deutscher Künstler, Kurator, Filmemacher und Buchautor.

## Leben
Klose wuchs in Klein Strehlitz auf. Er gehörte einer deutschstämmigen Familie an, deren Name in Kosa zwangsgeändert wurde. Nach der Grundschule besuchte Klose das Lyzeum für Bildende Künste in Oppeln. Als Abschlussarbeit schuf er ein zwölf Quadratmeter großes Wandgemälde mit Märchenhelden im Kindergarten in Pechhütte. Den Besuch des Lyzeums schloss er 1991 ab.
Kurz darauf zog er 1991 nach Deutschland, jedoch wurde sein Abschluss nicht anerkannt. Klose musste das deutsche Abitur ablegen und lernte 1992 Deutsch. 1994 zog er nach Kassel und begann dort das Studium der Visuellen Kommunikation an der Kasseler Kunsthochschule. Er studierte in der Trickfilmklasse des Professors Paul Driessen. Während seines Studiums entstand sein erster Film, der einminütige Kurzfilm Ein Wurm namens Jacques (1996). Nachdem der Kurzfilm auf über 20 internationalen Filmfestivals präsentiert worden war, erhielt Klose ein Stipendium des Cusanuswerkes. Zum 850. Jahrestag der Gründung Moskaus drehte er den Film The Cork.
Als Diplomarbeit wählte Klose ein Buchprojekt über Kassel. Er erschuf die Comicfiguren „Bobby und Molly,“ die in seinem ersten Buch Geheimnisvolles Kassel durch die Sehenswürdigkeiten der Stadt führten. Bobby und Molly wurden zu wichtigen Figuren seiner zukünftigen Werke. Nach dem Vorbild des Buches Geheimnisvolles Kassel folgten weitere Veröffentlichungen. Für das Schlesische Wochenblatt zeichnete er regelmäßig einen Comic.
Klose arbeitet auch mit Kindern und Jugendlichen zusammen und bietet regelmäßig Workshops an. Gemeinsam mit dem Goethe-Institut entwickelte er ein Projekt, mit dem junge Menschen im Ausland für die deutsche Sprache und Kultur begeistert werden sollen. Mit der Unterstützung des Goethe-Instituts Krakau veröffentlichte Klose 2008 das deutsch-polnische Buch Geheimnisvolles Oppelner Land.
Im Jahr 2014 – zeitgleich mit der Eröffnung der Olympischen Winterspiele in Sotschi – organisierte Klose in Kassel eine Ausstellung der satirischen Werke der Serie Welcome Sochi! des russischen Künstlers Wassilij Slonow. Eine Ausstellung von Werken dieser Serie in der russischen Stadt Perm war zuvor durch die Behörden geschlossen worden, deren Vertreter sie als „zu unpatriotisch“ oder auch „russenfeindlich“ bezeichneten. Nach Verlegung des Ausstellungsortes vom Kasseler Friedrichsplatz in das deutlich kleinere Stellwerk am Kulturbahnhof kritisierte Klose dafür die städtischen Behörden.
Am Tag der Sommersonnwende 2016 gründete Klose das German Center of Modern Art. Neben Kunstausstellungen organisierte er dort im Juli 2016 das Erste Festival des Jungen Georgischen Trickfilms, wofür georgische Jugendliche, welche zuvor noch nie im Ausland gewesen waren, die Möglichkeit erhielten, nach Deutschland zu reisen. Für sein Engagement auf diesem Gebiet wurde Klose im Herbst 2016 in Georgien mit einem Filmpreis ausgezeichnet.
2017 kreierte Klose ein Porträt des Landrats Uwe Schmidt (Landrat des Kasseler Landkreises) aus dem Kot herrenloser ukrainischer Hunde. Das Werk trägt den Titel „Landrat aus Scheiße“.
2022 stellte Klose auf der Fassade des German Center of Modern Art ein Kunstwerk des polnischen Künstler Wojciech Korkuć aus.  Es zeigt Wladimir Putin als Totenkopf mit der Aufschrift „Achtung Russia“ Die Schreibung von „Russia“ mit einem Doppel-S ähnlich dem Logo der Waffen-SS, sorgte für Irritationen, sodass die Polizei eine Stellungnahme von Klose anforderte.
Klose wohnt in Hombressen, Stadtteil von Hofgeismar.

## Filmografie
- 1995: Ein Wurm namens Jacques
- 1996: University 2021
- 1997: The Cork
- 2000: Das Ende der Reise

## Werke
Als Autor und Illustrator:
- Geheimnisvolles Kassel: Eine Entdeckungsreise mit Bobby und Molly (2000, 2001, 2002, 2010)
- Bobby und seine Schlagkräftige Zeitung (2002)
- Geheimnisvolles Oppelner Land (2008, 2011)
- Auf den Spuren des Räuberhauptmanns Pistulka (2012)

Als Illustrator in Zusammenarbeit mit lokalen Autoren:
- Geheimnisvolles Trier (2002)
- Geheimnisvolles Oldenburg (2002)
- Geheimnisvolles Paderborn (2003)
- Geheimnisvolles Regensburg (2003)
- Geheimnisvolles Wolfsburg (2003)
- Geheimnisvolles Ludwigshafen (2003)
- Geheimnisvolles Gießen (2003)
- Geheimnisvolles Nürnberg (2003)
- Leipzig – Eine Entdeckungsreise mit Bobby und Molly (2003)